# Nicolai Frederik Krohg
Nicolai Frederik Krohg, född 10 maj 1732 på Niteberg i Gjerdrum, död 1 maj 1801 på Rotvoll vid Trondheim, var en norsk vägingenjör, farfar till Otto Theodor Krohg.
Han tillhörde en norsk militärsläkt med rötter i bondeståndet; namnet skrevs först Krogh, men från 1800 Krohg. Han var son till överstelöjtnant Christian Krogh och Gyri Thorsdatter. Han genomgick den matematiska skolan i Kristiania, och blev premiärlöjtnant vid Första sunnanfjällska dragonregementet 1756. Från 1757 tjänstgjorde han i Danmark och från 1759 i flera år som ingenjör vid den norsk-svenska gränskommissionen. År 1762 blev han kapten och kom till Andra sunnanfjällska dragonregementet 1766. År 1768 blev han generalvägmästare i Trondheims och Bergens stift. Då de två bergenhusiska amten (nuvarande Hordaland och Sogn og Fjordane fylke) fick egen generalvägmästare 1788, behöll han Romsdals (nuvarande Møre og Romsdal fylke) och de två trondheimska amten (nuvarande Nord- och Sør-Trøndelag fylke). År 1777 köpte han gården Rotvoll vid Trondheim, där han senare bosatte sig.
Krohgs namn förknippas med den store nybyggnationen av det norska vägnätet under senare delen av 1700-talet. Denna leddes av honom själv, brodern Georg Anton Krogh och Peder Anker. År 1788 hade han fullföljt anläggandet av landsvägen från Dovrefjell till Trondheim. Som generalvägmästare hade han stora svårigheter, som måste övervinnas med begränsade medel; han fick inte sällan betala förskott ur egen kassa. Han var stort sett hänvisad till att begagna sig av allmogens pliktarbete och kunde inte använda soldater som sina kollegor i sunnanfjällska Norge.
Han var för övrigt från 1773 till sin död första överdirektör vid Røros kopparverk. Han bidrog också till anläggandet av den första vattenledningen i Trondheim, klar 1777. Han gifte sig 1768 med Anna Meincke (1743-77). Han blev far till Hilmar Meincke Krohg och svärfar till sin brorson Christian Krohg.